# Andreas Willumsen Haug
Andreas Willumsen Haug (1989) è un ex sciatore alpino norvegese.

## Biografia
Attivo in gare FIS dal novembre del 2004, in Coppa Europa Haug esordì il 7 febbraio 2006 a Ordino-Arcalís in slalom speciale (41º) e ottenne il miglior piazzamento il 26 novembre 2009 a Levi in slalom gigante (40º). In seguito gareggiò prevalentemente in Nor-Am Cup, dove esordì il 16 marzo 2010 a Waterville Valley in slalom gigante, senza completare la prova, ottenne l'unico podio il 6 gennaio 2011 a Mont Garceau nella medesima specialità (2º) e prese per l'ultima volta il via il 24 novembre 2013 a Loveland sempre in slalom gigante (40º). Si ritirò durante quella stessa stagione 2013-2014 e la sua ultima gara fu uno slalom speciale universitario disputato l'8 febbraio a Red River, chiuso da Haug al 12º posto; in carriera non debuttò in Coppa del Mondo né prese parte a rassegne olimpiche o iridate.

## Palmarès

### Nor-Am Cup
- Miglior piazzamento in classifica generale: 35º nel 2011
- 1 podio:
  - 1 secondo posto